# Як розмовляти з дівчатами на вечірках
Як розмовляти з дівчатами на вечірках (англ. How to Talk to Girls at Parties) — науково-фантастичне оповідання Ніла Геймана 2006 року. Твір розповідає про двох підлітків — Енна та Віка, які пішли на вечірку, щоб познайомитися з дівчатами, але неочікувано для себе дізнаються, що юначки зовсім не ті, за кого себе видають (насправді вони прибульці).
2007 року розповідь принесла Гейману премію «Локус» за найкраще оповідання, а також номінацію на премію «Г'юго» у тій же самій категорії.

## Сюжет
Енн згадує про події, що трапились з ним та його другом Віком тридцять років тому, коли хлопці пішли на вечірку, аби познайомитися з дівчатами. Вік відразу ж почав фліртувати з дівчиною на ім'я Стелла.
В оранжереї Енн познайомився з першою дівчиною з роздвоєним мізинцем, яка представилася йому як Вейнина Вейн та розповіла, що вона подорожує, щоб потім повернутися до своєї породительки та розповісти про свої враження. Також вона, зокрема, розказала Енну дивну історію про свою подорож на карнавал до Ріо. Відійшовши, щоб принести дівчині склянку води, Енн знову повернувся до оранжереї, але вже не знайшов там своєї співбесідниці.
У вітальні Енн зустрів дівчину зі щілиною між зубами та стриженим волоссям, що стирчало у різні боки. Дівчина назвалася туристкою та почала розповідати про свої подорожі, зокрема про мандрівку на поверхню сонця. Тільки-но хлопець почав зближуватися з дівчиною, їх перебив Вік, який вирішив повідомити Енну, що вони потрапили не на ту вечірку. Вони, однак, вирішили залишитися, а Вік, зрештою, піднявся на другий поверх, щоб усамітнитися зі Стеллою.
На кухні Енн зустрів третю дівчину на ім'я Тріолет. Дівчина заявляла, що її ім'я походить з віршованої форми — поеми. Згодом, після поцілунку, дівчина почала нашіптувати Енну на вухо поему буття та ввела хлопця у транс, але неочікувано до них наблизився розлючений та схвильований Вік та різко відірвав Енна від дівчини.
Стелла дивилася на хлопців-втікачів так, як тільки може дивитися «розгніваний всесвіт». Вік, однак, так і не розповів, що трапилось, але пережите викликало у нього блювоту та плач. Закінчується ж оповідання тим, що Енн спіймав себе на думці, що він пам'ятає ритм нашіптаної поеми, але не може ані згадати її, ані повторити.

## Адаптації
2009 року ілюстраторка Камілла д'Ерріко створила постер із зображенням дівчат, описаних в оповіданні. 5 липня 2016 року світ побачив однойменний комікс (ілюстратори — Габріель Ба та Фабіо Мун), а на 2018 рік запланований вихід однойменної екранізації, знятої на основі оповідання.

## Переклад українською
- Ніл Ґейман. «Як розмовляти з дівчатами на вечірках». Переклад з англійської: Богдана Романцова та Ніка Чулаєвська. На сайті журналу «Всесвіт»